# Alfabetul manual francez
Alfabetul manual francez are următoarele litere:

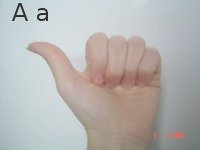
A
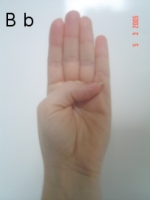
B
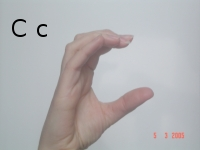
C (văzut din lateral)
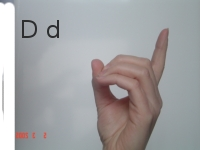
D (văzut din lateral)
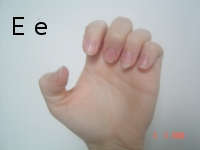
E
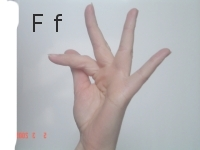
F (văzut din lateral)
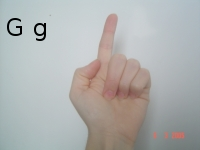
G
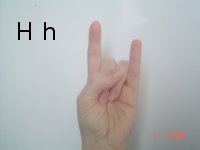
H
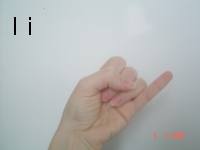
I
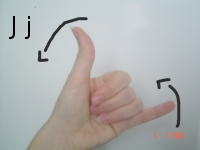
J
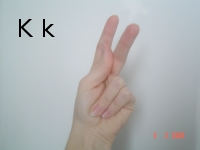
K
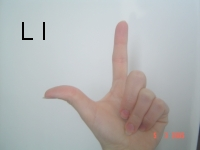
L
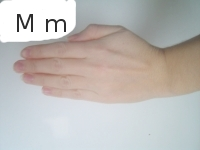
M
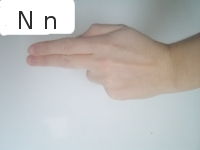
N
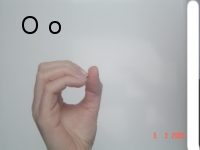
O (văzut din lateral)
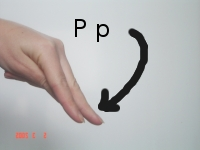
P (văzut din lateral)
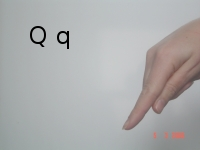
Q (văzut din lateral)
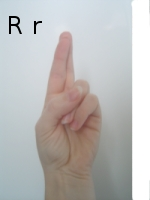
R
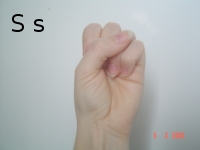
S
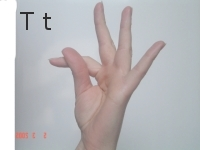
T (văzut din lateral)
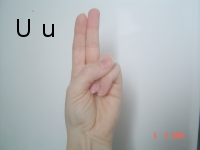
U
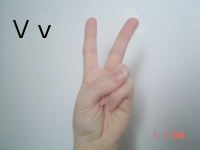
V
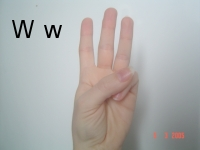
W
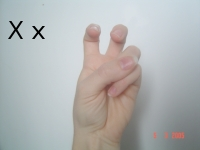
X
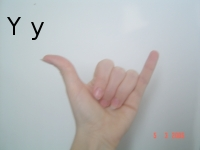
Y
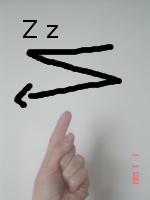
Z